# Podhořany u Ronova
Pour les articles homonymes, voir Podhorany.
Podhořany u Ronova (en allemand : Podhorschan) est une commune du district de Chrudim, dans la région de Pardubice, en République tchèque. Sa population s'élevait à 249 habitants en 2022.

## Géographie
Podhořany u Ronova se trouve à 11 km à l'est-nord-est de Čáslav, à 19 km à l'ouest de Chrudim, à 21 km au sud-ouest de Pardubice et à 81 km à l'est-sud-est de Prague.
La commune est limitée par Semtěš et Turkovice au nord, par Bukovina u Přelouče et Hošťalovice à l'est, par Lipovec et Bílé Podolí au sud, et par Starkoč à l'ouest.

## Histoire
La première mention écrite du village date de 1356. Il est situé dans la région historique de Bohême.

## Administration
La commune se compose de trois sections :
- Podhořany u Ronova
- Bílý Kámen
- Nový Dvůr

## Galerie

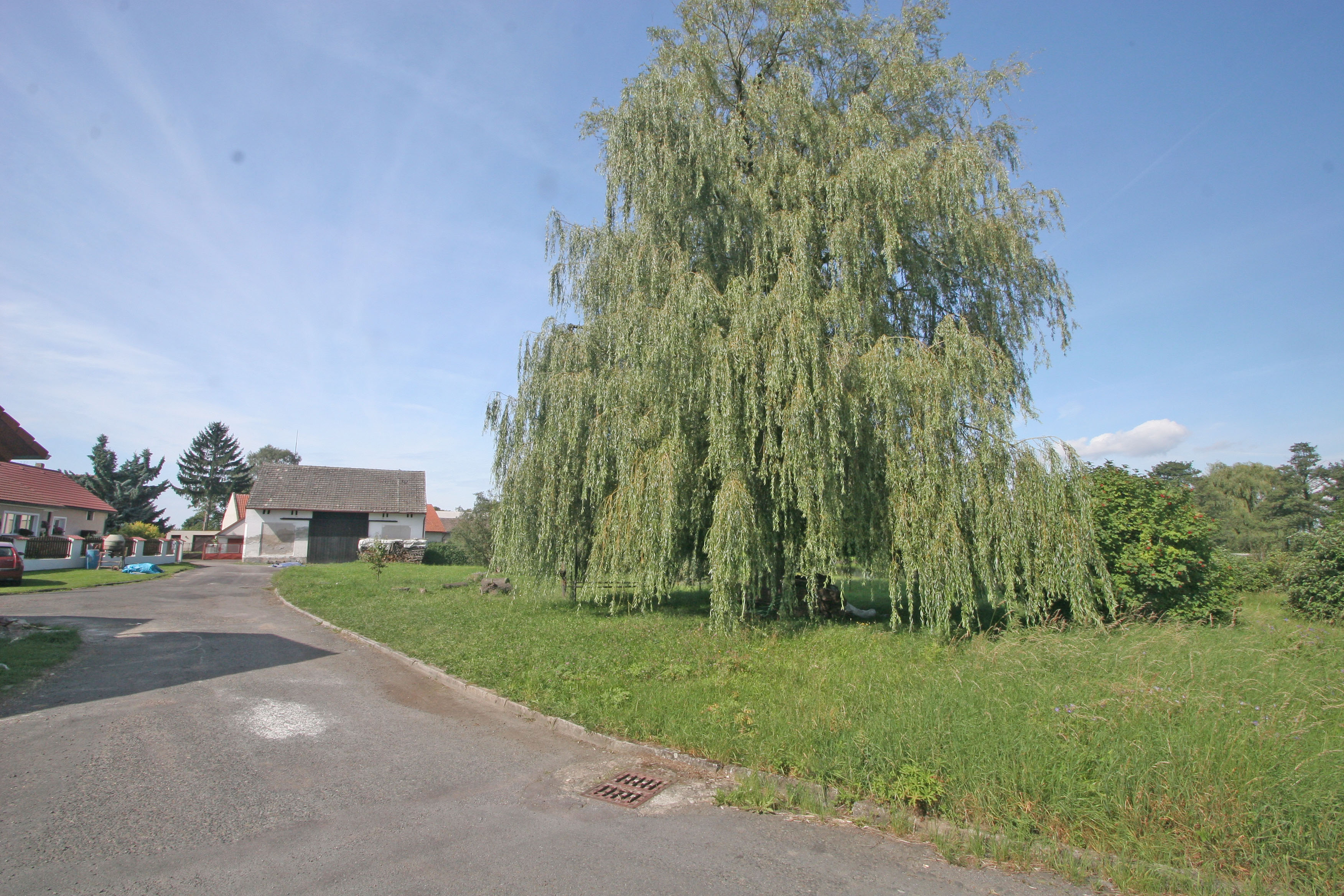
Nový Dvůr.
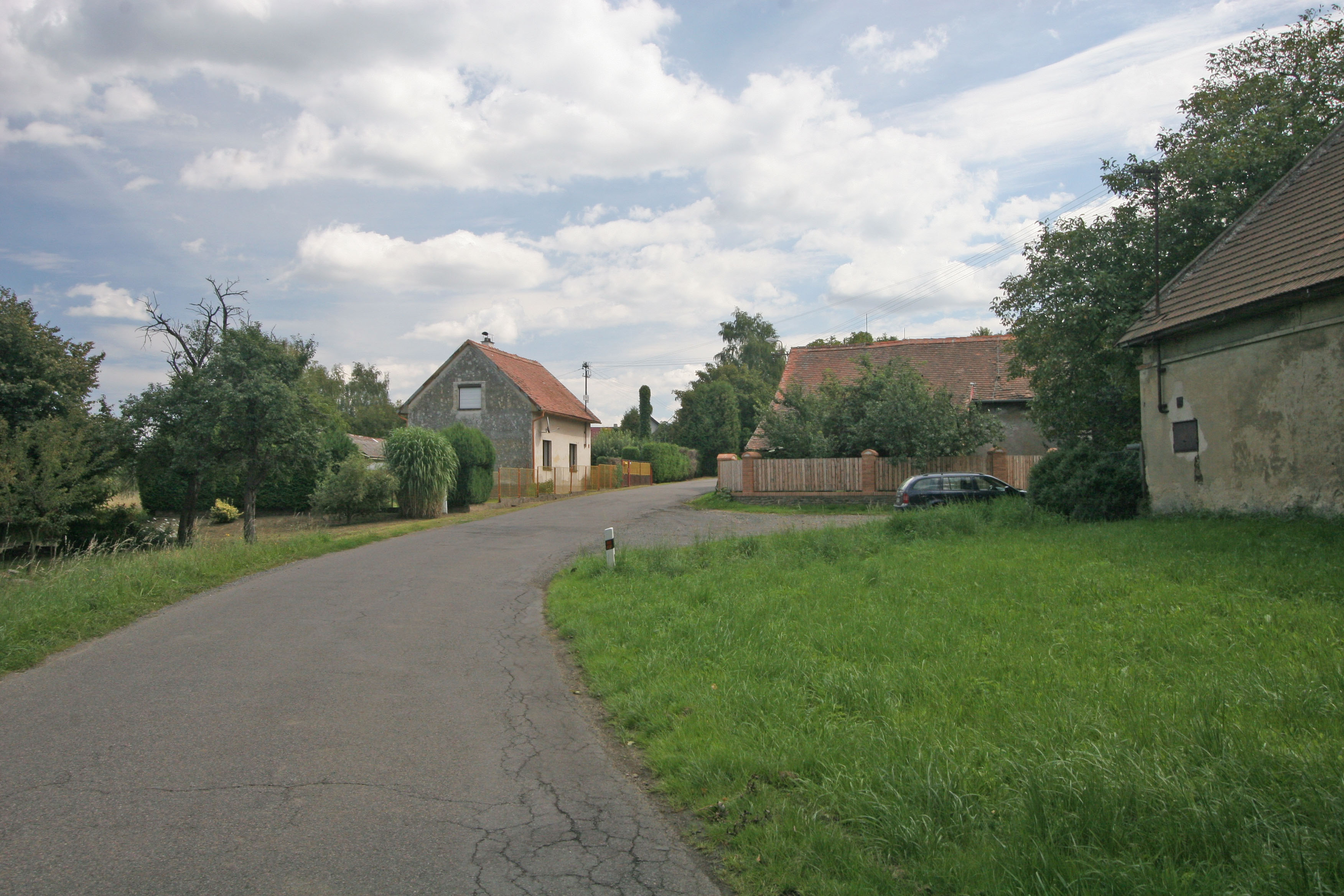
Bílý Kámen.

## Transports
Par la route, Podhořany u Ronova se trouve à 12 km de Čáslav, à 21 km de Chrudim, à 27 km de Pardubice et à 105 km de Prague. 